# リヒャルト・シュトラウス
リヒャルト・ゲオルク・シュトラウス（Richard Georg Strauss、1864年6月11日 - 1949年9月8日）は、ドイツの作曲家・指揮者。後期ロマン派を代表する作曲家の一人であり、ワーグナーとリストの後継者と見做されている。主に交響詩、オペラ、歌曲で成功を収めた。ウィーンのヨハン・シュトラウス一族とは血縁関係はない。

## シュトラウスの生涯

### 出生とその成長

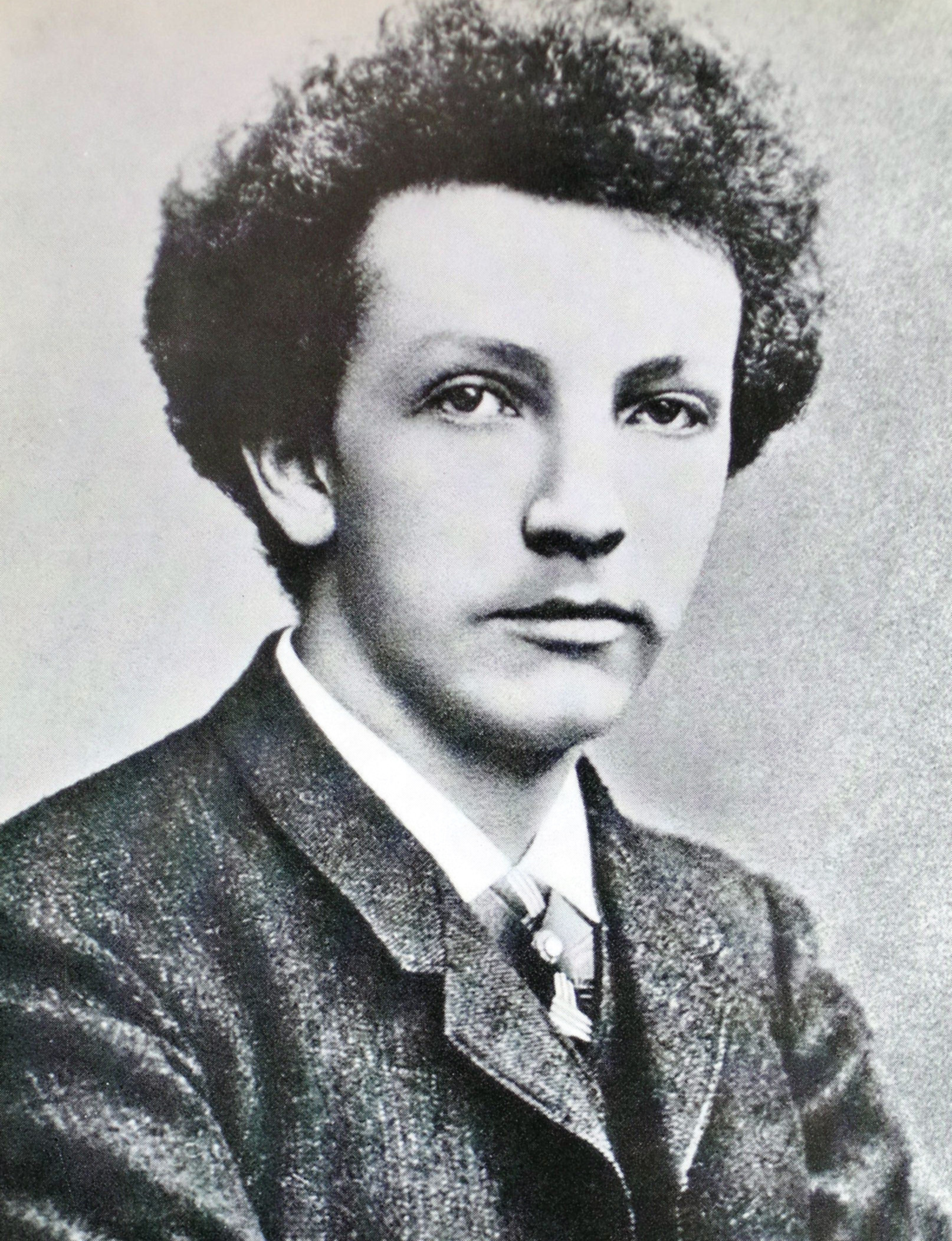
青年期のシュトラウス

シュトラウスは、1864年6月11日にバイエルン王国のミュンヘンでミュンヘン宮廷歌劇場の首席ホルン奏者であったフランツ・シュトラウス（Franz Strauss, 1822年-1905年）の子として生まれた。
母親はミュンヘンの有名なビール醸造業者（プショール醸造所）の娘だった。シュトラウスは幼いときから父親によって徹底した、しかし保守的な音楽教育を受け、非常に早い時期から作曲を始めた。1882年にミュンヘン大学に入学するが、1年後にベルリンに移った。そこでシュトラウスは短期間学んだ後、ハンス・フォン・ビューローの補助指揮者の地位を得て、1885年にビューローがミュンヘンで辞任するとその後を継いだ。

### 音楽の変化と発展
この頃までのシュトラウスの作品は父親の教育に忠実で、シューマンやメンデルスゾーン風のかなり保守的なものであった。モーツァルトを崇敬しており、「ジュピター交響曲は私が聴いた音楽の中で最も偉大なものである。終曲のフーガを聞いたとき、私は天国にいる思いがした」と語ったという。なおシュトラウスは1926年に自身の指揮でこの曲を録音している。
シュトラウスが当時の新しい音楽に興味を持つきっかけとなったのは、優れたヴァイオリン奏者で、ワーグナーの姪の1人と結婚したアレクサンダー・リッターと出会ったときからである。シュトラウスが革新的音楽に真剣に向き合うようになったのは、リッターによるところが大きい。この革新的傾向はシュトラウスに決定的な影響を与え、1889年に初演され、シュトラウスの出世作として最初に成功した作品、交響詩『ドン・ファン』（Don Juan）が生まれた。この作品に対して聴衆の半数は喝采し、残り半数は野次を浴びせた。シュトラウスは彼の内なる音楽の声を聞いたことを知って、「多数の仲間から狂人扱いされていない芸術家など誰もいなかったことを十分に意識すれば、私は今や私が辿りたいと思う道を進みつつあると知って満足している」として、交響詩の作曲を続けた。その中には『ティル・オイレンシュピーゲルの愉快ないたずら』（Till Eulenspiegels lustige Streiche, 1895年）、シュトラウスの死後に映画『2001年宇宙の旅』で使われ有名になった『ツァラトゥストラはかく語りき』（Also sprach Zarathustra, 1896年）がある。
1894年、シュトラウスはバイロイト音楽祭で『タンホイザー』を指揮する。シュトラウスはこの時、エリーザベトを歌っていたソプラノ歌手のパウリーネ・デ・アーナとたちまち恋に落ち結婚した。シュトラウス夫人となったパウリーネはその激しい性格により、恐妻家シュトラウスの妻として幾つかの逸話を残している。代表的なものはマーラーが妻アルマに送った1907年1月の手紙であり、そこでマーラーはベルリンに住んでいたシュトラウスの家を訪ねた際のことを書き残している。 (以下マーラーの文章)「パウリーネは私を出迎えると自分の部屋に私を引っ張り込み、ありとあらゆるつまらぬ話を豪雨のように浴びせかけ、私に質問の矢を放つのだが、私に口を出す暇を与えないのだ。それから疲れて寝ているシュトラウスの部屋へ、私を両手で掴んで有無を言わせず引っ張って行き、金切り声で“起きてちょうだい、グスタフが来たのよ!”。シュトラウスは受難者めいた顔つきで苦笑しながら起きると、今度は3人で先程の話の蒸し返し。それからお茶を飲み、パウリーネに土曜日の昼食を一緒にすることを約束させられて、2人に宿泊先のホテルまで送ってもらった。」　しかし、彼女が「主婦として、よくシュトラウスに尽くしていた」ことも指摘されている。なおパウリーネとの家庭生活に想を得た作品として、歌劇『インテルメッツォ』と『家庭交響曲』があり、『影のない女』の染物師の妻もパウリーネがモデルとされる。
1898年、最後の交響詩『英雄の生涯』（Ein Heldenleben）を書き上げたシュトラウスは、関心をオペラに向けるようになった。このジャンルでの最初の試みである『グントラム』（1894年作曲）は主に自作の稚拙な台本のせいで酷評され失敗に終った。続く『火の危機』（1901年作曲）もミュンヘン方言のオペラということもあり、一定の評価を収めたにとどまった。1903年には以前から成功していた管弦楽曲の分野に戻り『家庭交響曲』を完成させる。しかし、1905年にオスカー・ワイルドの戯曲のドイツ語訳に作曲した『サロメ』（Salome）を初演すると、空前の反響を呼んだ。ただし、聖書を題材にしていることや、エロティックな内容が反社会的とされ、ウィーンを始め上演禁止になったところも多い。ニューヨークのメトロポリタン歌劇場がこの作品を上演した時などは、終演後の聴衆の怒号の余りの激しさにたった1回で公演中止になったほどであった。マーラーら、当時の作曲家達はその前衛的な内容に深く共感し、シュトラウスはオペラ作曲家としての輝かしい第一歩を踏み出した。シュトラウスの次のオペラは1908年に完成した『エレクトラ』 (Elektra) で、前衛的手法をさらに徹底的に推し進めた。多調、不協和音の躊躇なき使用などを行い、調性音楽の限界を超えて無調音楽の一歩手前までに迫った。この作品はシュトラウスが詩人フーゴ・フォン・ホーフマンスタールと協力した最初のオペラでもある。このコンビはホーフマンスタールが死去するまで、音楽史上稀に見る実り豊かな共作を続けていくことになる。
そのホフマンスタールとの共同作業第2作目になる『ばらの騎士』（Der Rosenkavalier, 1910年）で、大成功をおさめ作曲家としての地歩を固める。シュトラウスは『ばらの騎士』を境に前衛的手法の追求を控え、当時興隆しつつあった新ウィーン楽派や新古典主義音楽などとは一線を画して後期ロマン主義音楽の様式に留まり続けたため、結果的に穏健派の立場に立つこととなる。1915年に『アルプス交響曲』を完成させた後も、最後のオペラ作品となる『カプリッチョ』（1941年）に至るまで精力的にオペラを作曲した。
後期の作品は先進派からの評価は低いが、今日では時代の先端であった前期の作品を中心に多く演奏されている。最後の10年間は創作ペースが落ちたものの『カプリッチョ』『4つの最後の歌』（1948年）などの重要な作品があり、『ドン・ファン』から数えると、代表作を生み出した期間が60年におよんでいる。管弦楽作品とオペラの両方に多くの代表作を残したという点では、モーツァルト以来の存在とする見解もある。

### ナチスへの協力

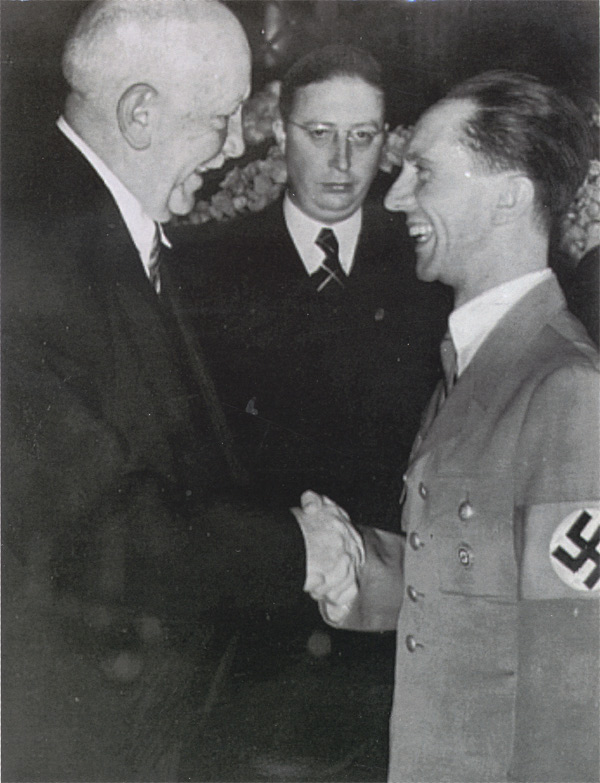
ヨーゼフ・ゲッベルスとシュトラウス

1930年代以降のナチス政権下のドイツにおいて、シュトラウスと政治との関わりをめぐっては今日に至るも多くの議論がある。一方は、シュトラウスが第三帝国の帝国音楽院総裁の地位についていたこと、ナチ当局の要請に応じて音楽活動を行った事実を指摘し、この時代のシュトラウスを親ナチスの作曲家として非難する見解である。もう一方は、シュトラウスの息子フランツ・シュトラウス（1897年 – 1980年）の妻がユダヤ人であり、その結果シュトラウスの孫もユダヤ人の血統ということになるために、自分の家族を守るためにナチスと良好な関係を維持せねばならなかった事情を考慮して擁護する見解である。事実、シュトラウスはオペラ『無口な女』の初演のポスターから、ユダヤ人台本作家シュテファン・ツヴァイクの名前を外すことを拒否するという危険を犯し、自身の公的な地位を使って、ユダヤ人の友人や同僚たちを救おうとしたとする見解もある。さらにはシュトラウスもナチスに利用された被害者だったとする意見もある。
シュトラウスは第二次世界大戦終結後、ナチスに協力したかどで連合国の非ナチ化裁判にかけられたが、最終的に無罪となった。なお、1940年（昭和15年、皇紀2600年）にはナチスの求めに応じて、日独伊防共協定を結んだ日本のために「日本の皇紀二千六百年に寄せる祝典曲」を書いている（当該項目を参照）。

### 終戦後とその死

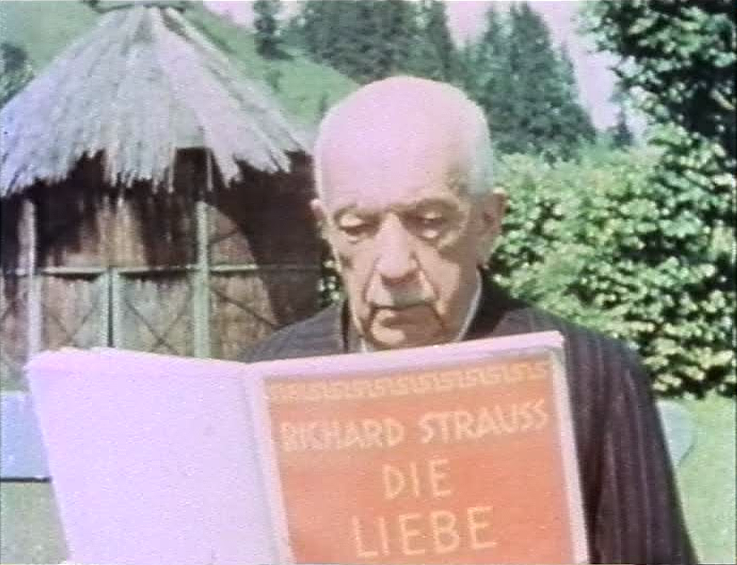
オペラの台本を読むシュトラウス（1945年）

終戦後、シュトラウスは裁判の被告となったこともあり、表だった活動は控えていたが、周囲からのすすめもあり、ロンドン公演を実施している。イギリス人にとってもはやシュトラウスは“過去の人”であったが、自ら指揮棒を持ち健在ぶりをアピールしている。このときの演目は『家庭交響曲』（シュトラウス本人は『アルプス交響曲』を希望したが、当日に別の演奏会があったためにオーケストラ人員が確保できなかった）。なおこの時、ロンドンの行く先々で「あなたがあの『美しく青きドナウ』の作曲者ですか?」と、尋ねられたという逸話が残されている（英国は非ドイツ語圏で最大のヨハン・シュトラウス協会を持つウィンナワルツ愛好国である）。
1948年、時間をもてあましていたシュトラウスは家族に薦められて最後の作品のひとつである『4つの最後の歌』を作曲した（出版はシュトラウスの死後。実際にはその後もいくつかの歌曲が書かれた）。シュトラウスは生涯を通じて数多くの歌曲を書いたが、これは恐らくシュトラウスの歌曲の中でもっとも有名なものの1つであろう。すでにシュトックハウゼン、ブーレーズ、ノーノ、ケージといった前衛作曲家達が登場し始めていた時代にあって、シュトラウスの作品はあまりにも古風で時代遅れであった。シュトラウス自身も戦後すぐの放送インタビューで「私はもう過去の作曲家であり、私が今まで長生きしていることは偶然に過ぎない」と語った。にもかかわらず、この歌曲集は聴衆からも演奏家からも高い人気を誇っている。他の作品においても、同時代の評価は年数が経過するごとに見えにくくなり、彼の名も忘れ去られるどころか今なお20世紀の作曲家としては最も演奏機会の多い1人となっている。

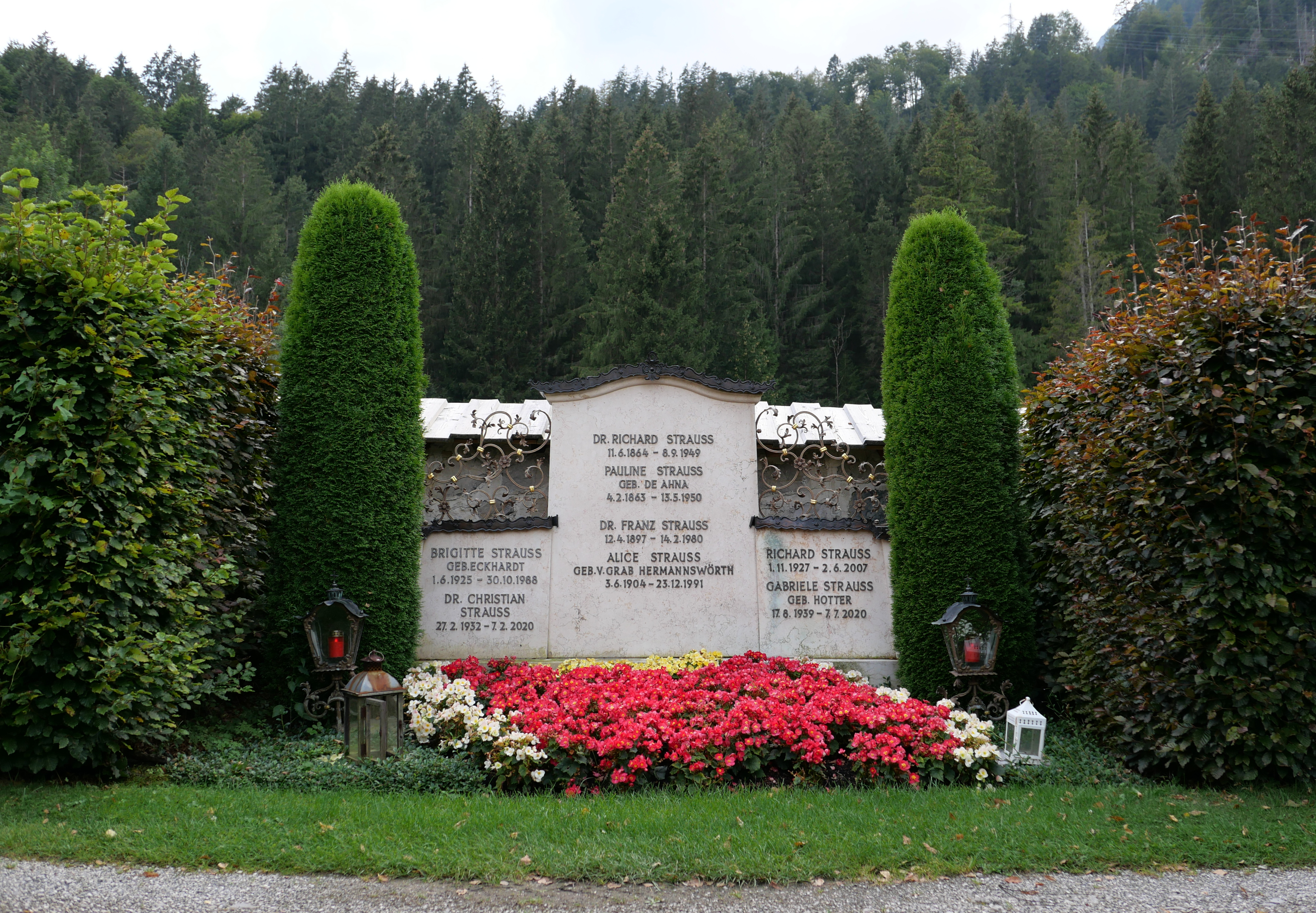
リヒャルト・シュトラウスの墓（2024年撮影）

晩年のシュトラウスは庭の花を観てよく「私がいなくなっても、花は咲き続けるよ」と呟いたという。シュトラウスの最後の作品は歌曲「あおい」であった。
シュトラウスは1949年9月8日、ドイツのガルミッシュ＝パルテンキルヒェンで死去した。遺言により、葬儀では『ばらの騎士』第3幕の三重唱が演奏された。
シュトラウスの遺体は火葬され、骨壺はガルミッシュ＝パルテンキルヒェンのガルミッシュ墓地にある。妻のポーリーヌ、息子のフランツ（1898年～1980年）と妻のアリス（1904年～1991年）、孫のリチャード（1927年～2007年）と妻のガブリエルが眠る墓に埋葬されている。旧姓ホッター（1939年 - 2020年）、孫のクリスチャンとその妻ブリギッテ、旧姓エックハルト（1925年 - 1988年）も埋葬されている。

## 指揮者シュトラウス
親交のあったマーラーと同様に、シュトラウスも又作曲家としてのみならず指揮者としても著名であり、生前は自作も含め数多くのオペラやコンサートを演奏した。指揮者としてのシュトラウスは、トップクラスの歌劇場であるミュンヘン、ベルリン及びウィーンの歌劇場で要職をも務めたほどである。（ただし後には自作の初演も他の指揮者に委ねるようになった）。
指揮の師はハンス・フォン・ビューローであり、彼のもとで指揮法の訓練を受けた。

若い頃のシュトラウスはフランスの作家ロマン・ロランに「気違いだ！」と評されるほど激しい身振りを身上とするダイナミックな指揮スタイルであった。しかし後年は、弟子のカール・ベームやジョージ・セルらから想像がつくように、簡潔で誇張の少ない抑制されたものになった。

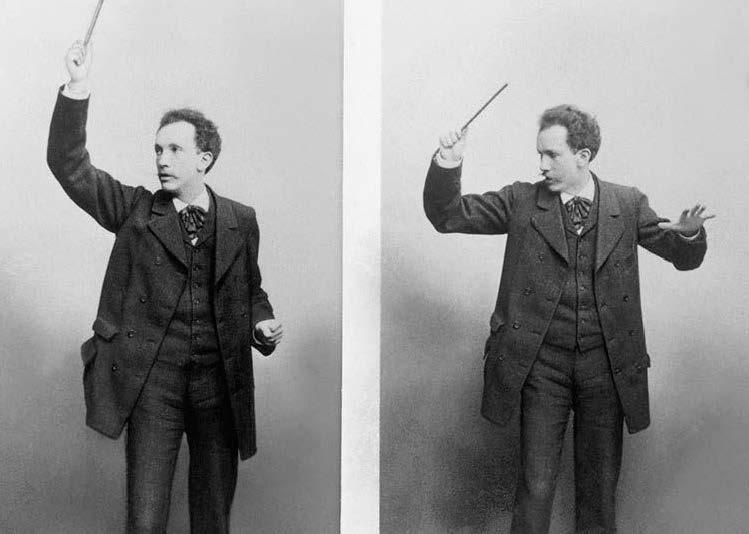
指揮するR・シュトラウス（1900年ごろ）

またベームの証言によれば、『影のない女』を指揮した際、指揮姿を撮影していたカメラマンが「左手を出して、立って指揮をしてくれませんか?」と懇願したところ、「私は以前から指揮するときはいつもこうと決めている。今後もずっと、左手を出さずに座って指揮をする!」と怒り出したという。ところが、ある日クライマックスでつい熱が入ってしまい、思わず左手を出して立ち上がって指揮をしたことがあった。公演終了後、ベームは「先生は、常日頃から自分の指揮法について『これは絶対に守らなければならない!』とおっしゃっていました。しかし今日ばっかりは先生自らその戒めを破ってしまいましたね?」とからかうと、シュトラウスはむっつりしたまま逃げ去るように帰っていったという。また別の逸話では「ギャラを二倍にしてくれるなら両手で指揮してもいいよ」と、語ったともいわれる。
指揮者としての心構えをベームに対して「右手で拍子をとるのは外面的なことで、楽員が自らの場所を見失わないようにするためである。その他は全て精神的なものから来る。指揮者の表情は曲の抒情的な部分や劇的な部分で変化すべきであるし、作品に現われる愛や憎悪を共に体験しなければならないのだ」と語ったという。
もっとも、セルの証言によればシュトラウスは演奏よりもトランプゲームの「スカート」を好んでいたらしく、ある時、オペラ『フィデリオ』の指揮中に懐中時計を見たところ、このままではトランプの時間に間に合わないことに気づき、いきなり猛スピードで指揮をしたという。
シュトラウスの演奏は自作自演も含め、数多くの録音が残されており、その姿は写真のみならず幾つかのフィルムで偲ぶことができる。

## シュトラウスの作品
- 年は作曲完了年（作曲年月日）【台本作家】

### オペラ／舞台作品
- 『トーリードのイフィジェニー』AV186 1890年（1890.9ヴァイマル）独語版改作 --- 原曲：グルック
- 『グントラム』op.25 1892年（1892.11.24）【作曲家自身】― 初演失敗、オペラ作曲を一度は諦める
- 『火の危機（英語版）』（火の消えた町）op.50 1901年 （1901.5.21）【エルンスト・フォン・ヴォルツォーゲン】
- 『サロメ』op.54 1905年（1905.6.20（サロメ舞曲なし）、1905.8月下旬；サロメ舞曲）【オスカー・ワイルド／H.ラハマン】
- 『エレクトラ』op.58 1908年（1908. 9.22ガルミッシュ）【ホーフマンスタール】
- 『ばらの騎士』op.59 1910年（1910.9.26ガルミッシュ）【ホーフマンスタール】
- 『ナクソス島のアリアドネ』op.60（I） 1912年（1910. 7.22）（モリエールの戯曲「町人貴族」をホーフマンスタールが改作、シュトラウスの音楽つきで上演したさいに劇中で上演された）【ホーフマンスタール】― 初演失敗
- 『ナクソス島のアリアドネ』op.60（II） 1916年（1916. 6.19）（改訂版；町人貴族なし）【ホーフマンスタール】― 現在一般に上演されている版
- 『影のない女』op.65 1917年（1917.6.24）【ホーフマンスタール】
- 喜劇『町人貴族』op.60（III） （1917.10.11）【モリエール／ホーフマンスタール】
- 『インテルメッツォ』op.72 1923年（1923.8.21ブエノスアイレス）【作曲家自身】
- 劇音楽『アテネの廃墟』AV190 1924年 ガルミッシュ ― ベートーヴェン原曲【ホーフマンスタール】
- 映画音楽『薔薇の騎士』op.112 1925年（1925.10.18ガルミッシュ）【ホーフマンスタール】
- 『エジプトのヘレナ』op.75 1927年（第1稿；1927.10.8ガルミッシュ）【ホーフマンスタール】― 初演失敗
- 『イドメネオ』o.op.117/AV191  1930年（1930.9.28ガルミッシュ）― モーツァルト原曲【L.ヴァラーシュタイン、作曲家】
- 『アラベラ』op.79 1932年（1932.10.12）【1幕；ホーフマンスタール、2,3幕はホーフマンスタール死去のため作曲家による自由な改変】
- 『エジプトのヘレナ（英語版）』op.75 1933年（1933. 1.15ガルミッシュ；ウィーン改訂稿）―  現代最もポピュラーな版
- 『無口な女（英語版）』op.80 1935年（1935.1.17ガルミッシュ）【シュテファン・ツヴァイク】
- 『平和の日（英語版）』op.81 1936年（1936. 6.16ガルミッシュ）【シュテファン・ツヴァイク（原案）、ヨーゼフ・グレゴール（英語版）】
- 『ダフネ』op.82 1937年（1937.12.24タオルミナ）【ヨーゼフ・グレゴール】
- 『ダナエの愛（英語版）』op.83 1940年（1940.6.28ガルミッシュ）【ヨーゼフ・グレゴール】
- 『カプリッチョ』op.85 1941年（1941.8.3ガルミッシュ）【クレメンス・クラウスと作曲家自身】
- 『ロバの影』AV300 1948年（未完・オペレッタ・スイス；カールハウスナーによる管弦楽補完）【ハンス・アドラー】

### バレエ音楽
- バレエ音楽『ヨゼフ伝説』作品63　1914年（1914.2.2ベルリン）【H.G.ケスラー、ホーフマンスタール】
- バレエ音楽『泡雪クリーム（英語版）』作品70　1922年 （1922.9.16ガルミッシュ）【作曲家自身】

### 歌曲
- 『子守歌』1878年
- 『奉納（献呈）』作品10-1 1882年-1883年
- 『万霊節』作品10-8 1883年
- 『セレナーデ』作品17-2 1887年
- 『ツェツィーリエ（英語版）』作品27-2 1894年
- 『ひそやかな誘い』作品27-3 1894年
- 『あした』作品27-4 1894年
- 『黄昏の夢』作品29-1 1895年
- 『子守歌』作品41-1 1899年
- 『商人の鑑（英語版）』作品66 1918年
- 『4つの最後の歌』Vier Letzte Lieder 1948年
  - 第1曲『春（Frühling）』1948.7.18
  - 第2曲『九月（September）』1948.9.20
  - 第3曲『眠りにつくとき（Beim Schlafengehen）』1948.8.4
  - 第4曲『夕映えの中で（Im Abendrot）』1948.5.6
- 『あおい』（遺作）1948年

### 合唱曲
- 『さすらい人の嵐の歌』作品14（混声合唱と管弦楽）
- 『2つの歌』 作品34（無伴奏混声合唱）
  - 夕 Der Abend
  - 讃歌 Hymne
- 『オリンピック讃歌』（混声合唱と管弦楽） - オリンピックの開会式と閉会式などで必ず演奏されるサマラス作曲の『オリンピック賛歌』とは別の曲。
- 『タイユフェ』作品52（ソプラノ・テナー・バス独唱・混声合唱と6管編成の管弦楽のためのバラード）
- 『ドイツモテット』 作品62（無伴奏混声合唱）
- 『リュッケルトによる3つの男声合唱曲』（無伴奏男声合唱）

### 交響詩
- 『ドン・ファン』1888年
- 『マクベス』1890年
- 『死と変容』1889年
- 『ティル・オイレンシュピーゲルの愉快ないたずら』op.281895年
- 『ツァラトゥストラはこう語った』1896年
- 『ドン・キホーテ』（Don Quixote）1897年（チェロとヴィオラの協奏的作品）
- 『英雄の生涯』（Ein Heldenleben）1898年

### 交響曲
- 交響曲（第1番）ニ短調 1880年
- 交響曲第2番ヘ短調 作品12 1884年
- 家庭交響曲（Sinfonia domestica） 1903年
- アルプス交響曲（Eine Alpensinfonie） 1915年

### 協奏曲
- ヴァイオリン協奏曲ニ短調 作品8 1882年
- ブルレスケ ニ短調（ピアノと管弦楽） 1885年
- 家庭交響曲余録 作品73（左手ピアノと管弦楽）
- パンアテネの大祭 作品74（左手ピアノと管弦楽）
- ロマンツェ ヘ長調（チェロと管弦楽）
- ホルン協奏曲第1番変ホ長調 作品11 1883年
- ホルン協奏曲第2番変ホ長調 1942年11月28日
- オーボエ協奏曲 1945年10月25日
- 二重小協奏曲（クラリネット、ファゴット、ハープ、弦楽合奏）1947年12月16日

### その他の管弦楽曲
- 交響的幻想曲『イタリアから』作品16 1886年
- 組曲『町人貴族』作品60 1917年（劇音楽から抜粋）
- 祝典前奏曲 作品61　1913年
- 日本の皇紀二千六百年に寄せる祝典曲 作品84　1940年
- 『メタモルフォーゼン』（Metamorphosen）1945年（弦楽合奏）

### 管楽合奏曲
- 13管楽器のためのセレナード 作品7 1881年
- 13管楽器のための組曲 作品4 1884年
- ウィーン・フィルハーモニーのためのファンファーレ（金管とティンパニ）
- ウィーン市民のためのファンファーレ（金管とティンパニ）
- ヨハネ騎士修道会の荘重な入場（金管とティンパニ）
- 16管楽器のためのソナチネ第1番「傷病兵の仕事場から」
- 16管楽器のためのソナチネ第2番「楽しい仕事場」

### 室内楽曲
- チェロ・ソナタ ヘ長調 作品6 1883年
- ヴァイオリン・ソナタ 作品18　1888年
- 『イノック・アーデン』作品38（ピアノと朗読） ― アルフレッド・テニソンの詩による
- 弦楽四重奏曲 イ長調 作品2　1880年
- ピアノ四重奏曲 ハ短調 作品13　1885年

## 著作
- ヘルタ=ブラウコップ編『マーラーとシュトラウス ― ある世紀末の対話 往復書簡集1888〜1911』（塚越敏訳/音楽之友社/1982年）
- 大野誠監修『オペラ「薔薇の騎士」誕生の秘密 ― R・シュトラウス/ホフマンスタール往復書簡集』（堀内美江訳/河出書房新社/1999年）
- ヴィリー・シュー編『リヒャルト・シュトラウス ホーフマンスタール 往復書簡全集』（中島悠爾訳/音楽之友社、2001年）
- エクトール・ベルリオーズ、リヒャルト・シュトラウス『管弦楽法』（小鍛冶邦隆監修、広瀬大介訳/音楽之友社/2006年）